# Sugar City (Idaho)
Sugar City ist eine Stadt im Madison County im Bundesstaat Idaho in den Vereinigten Staaten. Beim Zensus 2020 hatte die Stadt 1715 Einwohner. Sie ist Teil der Rexburg Micropolitan Statistical Area.

## Geschichte
Sugar City wurde Anfang des 20. Jahrhunderts als Firmensiedlung für die Fremont County Sugar Company gegründet, welche zur Utah-Idaho Sugar Company gehörte. Diese unterstützte den Bau einer Zuckerrüben-Fabrik in den Jahren 1903 und 1904.
Da die Stadt zur Unterstützung der Fabrik entstand, lebten viele Arbeiterfamilien zunächst in Zelten, was der Stadt den Spitznamen „Rag Town“ („Fetzenstadt“) einbrachte. Bis 1904 bestand der Ort aus 35 Häusern, zwei Geschäften, einem Hotel, einem Opernhaus, mehreren Pensionen, zwei Holzlagern, einem Fleischmarkt und einer Schule.
Die erste Mormonen-Gemeinde war die Sugar City Ward unter Bischof Mark Austin. Einer seiner Berater, James Malone, war Bauingenieur, aber kein Mitglied der Kirche.
Ein Arbeitskräftemangel führte dazu, dass sich auch japanischstämmige Einwanderer (Nikkei) in Sugar City ansiedelten.
Am 5. Juni 1976 wurde die Stadt durch eine Flut infolge des Dammbruchs am Teton-Staudamm in Sugar City schwer zerstört.

## Geografie
Sugar City liegt im Norden des Madison County. Die U.S. Route 20 verläuft am westlichen Stadtrand und verbindet die Stadt mit Rexburg (ca. 8 km südwestlich) und St. Anthony (ca. 11 km nordöstlich). Die Idaho State Highway 33 führt direkt durch die Stadt.
Laut dem United States Census Bureau hat die Stadt eine Gesamtfläche von 5,16 km², davon sind 0,02 km² (0,5 %) Wasserfläche.

## Demografie
Beim Zensus 2020 hatte die Stadt 1715 Einwohner.

### Bevölkerungsentwicklung
| Jahr | Einwohner |
| ---- | --------- |
| 1910 | 0391      |
| 1920 | 0680      |
| 1930 | 0621      |
| 1940 | 0697      |
| 1950 | 0684      |
| 1960 | 0584      |
| 1970 | 0617      |
| 1980 | 1022      |
| 1990 | 1275      |
| 2000 | 1242      |
| 2010 | 1514      |
| 2020 | 1715      |

## Bildung
Die Sugar-Salem High School ist die örtliche High School. Sie gehört zum Sugar-Salem School District, der auch umliegende Gemeinden wie Plano und Newdale umfasst. Im Süden grenzt der Bezirk an Rexburg und den Madison School District.

## Persönlichkeiten
- Laurel Thatcher Ulrich (* 1938), US-amerikanische Historikerin